# Takelot I
Takelot I was een Egyptische farao uit de 22e dynastie van de Egyptische oudheid.

## Biografie
Takelot I was de zoon van Osorkon I en koningin Tashedkhons. Takelot trouwde met koningin Kapes die hem Osorkon II baarde. Hij regeerde Egypte dertien jaar volgens Manetho, daarover bestaat nog enige discussie. Waar ook discussie over bestaat is wie Takelot eigenlijk was. Uit de tijd van Takelot zijn geen monumenten uit Tanis bekend of een andere stad in Neder-Egypte. Daardoor kunnen er geen "harde" bewijzen zijn voor regeringsdata aangezien monumenten met inscripties gekoppeld worden aan data. Maar sinds de jaren 80, hebben Egyptologen  een aantal documenten onder ogen gehad die de koning Takelot van Neder-Egypte benoemen, in plaats van Takelot II. Tot slot bestaat er ook nog verwarring tussen Takelot I en Takelot II. De enige verschil is in de koninklijke titulatuur waarin Takelot II zich zoon van Isis noemt.
In Tanis is een graf ontdekt, van voorheen een onbekend iemand. Inscripties op grafgoederen hebben aangetoond dat het hier gaat om het graf van Takelot I.

## Verdeling van de macht
Zoals bekend is, was de macht in Egypte tijdens de 22e dynastie verdeeld. Takelots macht werd niet geaccepteerd in Opper-Egypte, en Harsiese A of een andere lokale Thebaanse koning ondermijnden zijn gezag. Een paar teksten uit Thebe benoemd twee zonen van Osorkon I, de Hogepriesters Iuwelot en Smendes III in de jaren 5,8, en 14 van een onbekende koning. Deze onbekende koning kan Takelot zijn.